# Izamba
Izamba ist ein nordöstlicher Vorort von Ambato und eine Parroquia rural („ländliches Kirchspiel“) im Kanton Ambato der ecuadorianischen Provinz Tungurahua. Die Parroquia besitzt eine Fläche von 28,9 km². Die Einwohnerzahl lag im Jahr 2010 bei 14.563. Die Parroquia wurde am 29. Mai 1861 eingerichtet.

## Lage
Die Parroquia Izamba liegt im Anden-Hochtal von Zentral-Ecuador in der Provinz Tungurahua. Izamba liegt auf einer Höhe von 2550 m etwa 6 km nordöstlich vom Stadtzentrum von Ambato. Die Parroquia wird im Süden vom Río Ambato und im Osten vom Río Patate begrenzt. Die Fernstraße E35 (Ambato–Latacunga) führt durch das Verwaltungsgebiet. Der Flugplatz von Ambato befindet sich in der Parroquia. 
Die Parroquia Izamba grenzt im Osten an die Stadt Píllaro sowie die Parroquias San Miguelito und Emilio María Terán (alle im Kanton Santiago de Píllaro). Im Süden grenzt die Parroquia Izamba an die Parroquias Chiquicha (Kanton San Pedro de Pelileo) und Picaihua, im Südwesten an die Stadt Ambato, im Westen an die Parroquia Atahualpa sowie im Norden an die Parroquia Unamuncho.